# 孟信
孟信（?—?），字修仁，北魏、西魏广川索卢（今河北景县西南）人。
孟信家世贫寒，世传经学，他认为儒学非当世之务，于是弃书从军，魏孝武帝永熙末年，担任奉朝请。跟随孝武帝入关中，封东州子，担任赵平太守。清廉宽和，去职时没有粮食。有一老牛，他哥哥的儿子打算卖掉，以供薪米。孟信以牛有病，劝购者不要买。宇文泰感叹其行，举为太子少师，转任太子少傅。特加车骑大将军、仪同三司、散骑常侍。以年老自请去职，宇文泰不夺其志，赐车马、几杖、衣服、床帐。于家中去世。赠冀州刺史，谥戴。子孟儒。